# コムソモリスク・ナ・アムーレ空港
コムソモリスク・ナ・アムーレ空港（ロシア語: Аэропорт «Комсомольск-на-Амуре»、英語: Komsomolsk-na-Amure Airport）は、ロシアのハバロフスク地方コムソモリスク・ナ・アムーレの中心街から17キロメートルほど南のフルバに位置する空港。当空港にはロシアの航空産業の要であるYu.A.ガガーリン記念コムソモーリスク・ナ・アムーレ航空機工場がある。市内レーニンスキー地区にある飛行場と区別の為、フルバ飛行場（ロシア語: Аэропорт «Хурба»）とも呼ばれる。

## 概要
飛行場は大戦中に開設され、赤色空軍の軍用飛行場として利用される。1964年に民間航空路線がジョムギ飛行場より移転し、軍民共用となる。かつてはモスクワ行の定期便があったが、不採算であるとして2016年以降は設定がない。

## 就航航空会社と就航都市
| 航空会社         | 就航地                                                           |
| ---------------- | ---------------------------------------------------------------- |
| ヤクーツク航空   | クラスノヤルスク                                                 |
| イル・アエロ     | ウラジオストク                                                   |
| ハバロフスク航空 | ハバロフスク、ニコラエフスク・ナ・アムーレ、ヘルプチ、チュミカン |